# Dropull (gemeente)
Dropull  is een gemeente (bashki) in de Albanese prefectuur Gjirokastër die in 2015 gevormd werd door de fusie van Dropull i Poshtëm, Dropull i Sipërm en Pogon.

## Geografie

### Bestuurlijke indeling
Administratieve componenten (njësitë administrative përbërëse) na de gemeentelijke herinrichting van 2015 (inwoners tijdens de census 2011 tussen haakjes):
Dropull i Poshtëm (2100) • Dropull i Sipërm (971) • Pogon (432).
De stad wordt verder ingedeeld in 41 plaatsen: Bodrishtë, Bularat, Çatistër, Dervican, Dhuvjan, Dritë, Frashtan, Glinë, Goranxi, Goricë, Grapsh, Haskovë, Hllomo, Jorgucat, Kakavie, Kërrë, Klishar, Koshovicë, Krioner, Likomil, Llongo, Llovinë, Lugar, Mavrojer, Pepel, Peshkëpi e Poshtme, Peshkëpi e Sipërme, Poliçan, Radat, Selckë, Selo, Skore, Sofratikë, Sopik, Sotirë, Terihat, Vanistër, Vodhinë, Vrahogoranxi, Vrisera, Zervat.

## Demografie
De gemeente Dropull telt in totaal 3.503 inwoners (2011) en is daarmee de tweede kleinste van het land, na Pustec. 2.100 van de inwoners waren woonachtig in Dropull i Poshtëm, 971 inwoners in Dropull i Sipërm en 432 inwoners in Pogon. De meerderheid van de bevolking bestaat uit etnische Grieken.
Officieel staan er echter 23.247 mensen ingeschreven in de gemeente Dropull: 10.574 inwoners in Dropull i Sipërm, 9.549 inwoners in Dropull i Poshtëm en 3.124 inwoners in Pogon. Dat betekent dat ruim 85 procent van ingeschreven personen in de gemeente Dropull elders in Albanië of in het buitenland woonachtig is.
Door de massale emigratie van jongeren is de bevolking van Dropull is sterk verouderd. In 2017 werden er slechts 5 kinderen geboren, terwijl er in dezelfde periode 104 mensen stierven. De demografische situatie in Dropull is dus uiterst ongunstig.  

#### Religie
Een overgrote deel van de bevolking is christelijk. Volgens de volkstelling van 2011 behoort ongeveer 85,61 procent van de bevolking van de gemeente Dropull tot de Albanees-Orthodoxe Kerk. Zeer kleine percentages zijn katholiek of islamitisch. 
| Plaats            | Bevolking (2011) | Islam (%) | Katholiek (%) | Orthodox (%) | Bektashisme (%) |
| ----------------- | ---------------- | --------- | ------------- | ------------ | --------------- |
| Dropull i Poshtëm | 2.100            | 0,57%     | 0,19%         | 86,67%       | 0,05%           |
| Dropull i Sipërm  | 971              | 2,37%     | 3,81%         | 81,87%       | 0,31%           |
| Pogon             | 432              | 0,46%     | 0,23%         | 88,89%       | -               |
| Dropull           | 3.503            | 1,06%     | 1,19%         | 85,61%       | 0,11%           |

Belsh · Berat · Bulqizë · Cërrik · Delvinë · Devoll · Dibër · Dimal · Divjakë · Dropull · Durrës · Elbasan · Fier · Finiq · Fushë-Arrëz · Gjirokastër · Gramsh · Has · Himarë · Kamëz · Kavajë · Këlcyrë · Klos · Kolonjë · Konispol · Korçë · Krujë · Kuçovë  · Kukës · Kurbin · Lezhë · Libohovë · Librazhd · Lushnjë · Malësi e Madhe · Maliq · Mallakastër · Mat · Memaliaj · Mirditë · Patos · Peqin  · Përmet · Pogradec · Poliçan · Prrenjas · Pukë · Pustec · Roskovec · Rrogozhinë · Sarandë · Selenicë · Shijak · Shkodër · Skrapar · Tepelenë · Tirana · Tropojë · Vau i Dejës · Vlorë · Vorë

Deelgemeenten · Gemeenten · Prefecturen